# Rooney (gruppo musicale)
I Rooney sono un gruppo musicale statunitense formatosi a Los Angeles nel 1999.

## Storia del gruppo
Il gruppo prende il nome da Ed Rooney, un personaggio del film Una pazza giornata di vacanza (1986).
Il gruppo nasce come cover band dei Ramones, ai quali renderanno omaggio due volte: partecipando all'album tributo We're a Happy Family suonando la canzone Here Today, Gone Tomorrow e, nel 2004, con la presenza di Robert Carmine Schwartzman ad un concerto tributo ai Ramones per il trentesimo anniversario della fondazione del gruppo (immortalato nel film-documentario Too Tough to Die: a Tribute to Johnny Ramone, e di altri gruppi Punk rock degli anni '80).
Il loro sound ricorda band degli anni 80, come i The Cure, ed è stato paragonato a quello di Beatles, Cars, Blur, Rolling Stones e The Killers. Sono stati in tour come sostenitori di numerose band, come The Strokes e i Weezer.
Il loro album di esordio si intitola Rooney ed esce il 20 maggio 2003. In quell'anno partecipano ad un episodio della prima stagione del telefilm The O.C. (il concerto dei Rooney fa da sfondo al 15º episodio della stagione intitolato Terzo incomodo). I Rooney partecipano alla colonna sonora del telefilm con i brani: I'm a Terrible Person, Blueside, Popstars e I'm Shakin'.
Il 17 luglio 2007 esce il secondo album dei Rooney Calling the World anticipato dal singolo When Did Your Heart Go Missing? che ha ottenuto un buon successo internazionale.

## Formazione
- Robert Carmine Schwartzman – chitarra e voce
- Ned Brower – batteria
- Taylor Locke – chitarra
- Matthew Winter – basso
- Louie Stephens – tastiere

## Discografia

### Album in studio
- 2003 – Rooney
- 2007 – Calling the World
- 2010 – Eureka
- 2016 – Washed Away

### Singoli
- 1999 – Deli Meats
- 1999 – The Rooney Sampler
- 2001 – Plug It in
- 2002 – Mastedonia
- 2002 – Blueside
- 2002 – I'm Shakin'
- 2007 – When Did Your Heart Go Missing?
- 2007 – Tell Me Soon
- 2007 – I Should I've Been After You
- 2010 – I Can't Get Enought
- 2016 – My Heart Beats 4 You
- 2016 – Why